# PhpBB
phpBB é um sistema gerenciador de fóruns para a Internet construído através de scripts em PHP, lançado sob a licença GNU GPL, cuja intenção é proporcionar facilidade, com ampla possibilidade de personalização, uma ferramenta para criar comunidades. Seu nome é uma forma abreviada para PHP Bulletin Board, ou seja phpBB.

## Descrição
Construído com base a linguagem PHP, suporta vários tipos de banco de dados, dentre eles: MySQL, Microsoft SQL Server, PostgreSQL, Oracle Database, Firebird e SQLite. Sua internacionalização dispõe de mais de 40 traduções, incluindo o Português.

### Características
- Gratuito e de código aberto.
- Criação ilimitada de fóruns e sub-fóruns.
- Melhoramento de rendimento a cada nova versão.
- Utilização de cache para todos os arquivos do fórum.
- Registro de usuários e personalização de campos de registração.
- Mensagens privadas para múltiplos usuários e pastas de mensagens.
- Pesquisa de tópicos, mensagens e usuários.
- Painel de administração e de moderação separados.
- Criação de enquetes com múltiplas opções.
- Perfil para cada usuário com seus dados pessoais.
- Aplicação de banimento por tempo configurável.
- Usuários pode ter amigos ou inimigos, as mensagens de inimigos são automaticamente ocultadas.
- Personalização com BBCode.
- emoji
- Notificações
- Responsivo
- Criação de grupos de usuários, moderadores ou administradores.
- Advertência e alertas pelos usuários aos moderadores por mensagens indevidas.
- Pode criar novos campos de perfil personalizados do usuário
- Pode editar do painel de administração, os arquivos dos estilos instalados.
- Suporte para anexos nas mensagens.
- Modificações e estilos gratuitos desenvolvidos pela comunidade.
- Criação de ranks para grupos ou usuários.
- Registro de ações de usuários, moderadores e administradores.
- Backup e restauração do banco de dados através do painel de administração.
- Entre outras [3]

### Requerimentos Mínimos
PHP
- PHP 7.1.3+
- Módulo json habilitado

Banco de Dados
- MySQL 4.1.3 ou superior (MySQLi suportado)

- MariaDB 5.1 ou superior
- MS SQL Server 2000 ou superior (via extensões ODBC ou SQLSRV)
- Oracle
- PostgreSQL 8.3+
- SQLite 3.6.15+

## História
O phpBB foi iniciado por James Atkinson (ex-membro da equipe de desenvolvimento) como um simples fórum semelhante ao UBB para seu site pessoal em 17 de junho de 2000. Nathan Coding e John Abela (ambos ex-membros da equipe de desenvolvimento) se uniram ao desenvolvimento depois que o repositório CVS do phpBB fora mudado para o SourceForge.net, e então trabalharam no início da versão 1.0.0. A primeira versão de pré-lançamento, totalmente funcional do phpBB foi liberada em julho de 2000. 
O phpBB 1.0.0 foi lançado em 16 dezembro de 2000,  com duas versões posteriores com grandes melhorias. A última versão da linha 1.x foi 1.4.4 lançada em 6 de novembro de 2001. Durante este tempo, Bart van Bragt, Paul S. Owen (ex co-chefe do projeto), Jonathan Haase e Frank Feingold juntaram-se à equipe. O phpBB 1.x não é mais suportado e não há nenhum site que o utilize.

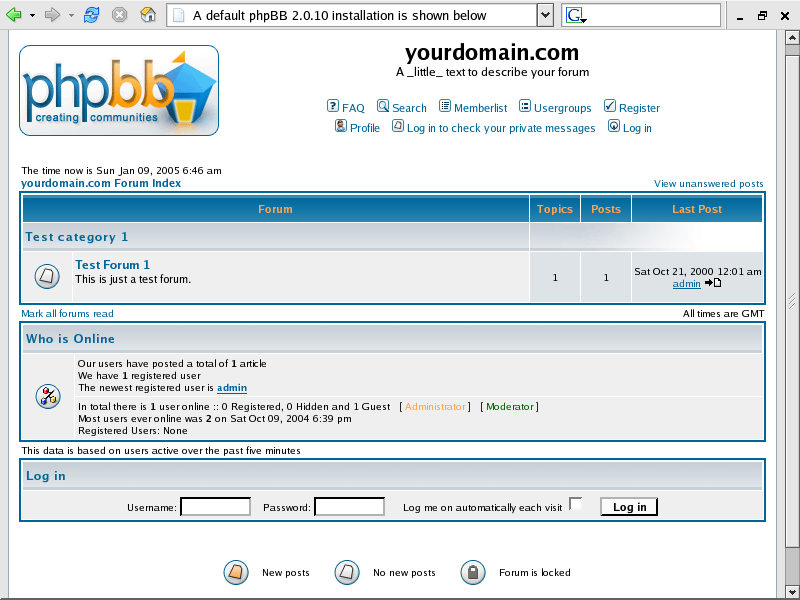
Imagem de uma instalação padrão do phpBB2.

Em fevereiro de 2001, iniciou-se o desenvolvimento do phpBB 2.x inteiramente a partir do zero; a ambição dos desenvolvedores havia superado o código base original. Doug Kelly (ex-membro da equipe) juntou-se a equipe logo depois. Depois de um ano de desenvolvimento e intensos testes, o phpBB 2.0.0 apelidado de "Super Furry", foi lançado em 4 de abril de 2002, três dias após o previsto.
Os trabalhos no phpBB 3.0.x começaram no final de 2002. Originalmente planejado como phpBB 2.2, teve a primeira lista de recursos planejados lançada em 25 de maio de 2003. Entretanto, como o desenvolvimento progredia, os desenvolvedores notaram que o phpBB 2.1.x (o clico de lançamento de desenvolvimento para 2.2) tinha eliminado quase toda a compatibilidade com a linha 2.0.x, então o número de versão para lançamento mudou para 3.0.0, de acordo com o esquema de controle de versão do kernel do linux. Em setembro de 2005 Paul Owen deixa o cargo de líder da equipe de desenvolvimento e Meik Sievertsen assume a função.
Em março de 2007, as equipes do phpBB planejaram um manutenção no servidor, porém houve falha no servidor durante um corte de fluido elétrico, causando uma falha no disco e deixando o site phpbb.com fora do ar durante uma semana (A equipe do phpBB informou que o sistema não foi a causa da falha). No entanto, devido à interrupção inesperada, as equipes decidiram mudar seus planos originais e lançar seu novo site, desenvolvido com phpBB3 com o novo estilo prosilver. Isto foi uma grande surpresa para a maioria, assim como o novo visual que havia sido mantido em segredo, sem ser mostrado antes ao público.
Em 30 de abril de 2007, o fundador e co-chefe do projeto James Atkinson desligou-se oficialmente dos seus deveres com o phpBB, citando razões pessoais. Também se anunciou que o phpBB seria totalmente independente e que os líderes das equipes poderiam tomar em conjunto as decisões do futuro do projeto. No final de maio, um novo anúncio informava que Jonathan "SHS" Stanley, o outro co-chefe do projeto, também se desligava do projeto por razões pessoais.
Em 7 de julho de 2007, foi anunciado que o phpBB havia sido nomeado como finalista do SourceForge.net Community Choice Awards na categoria "Best Project for Communications" (Melhor Projeto de Comunicação). No final daquele mês, SourceForge.net anunciou que phpBB foi o vencedor do prêmio "Best Project for Communications" e em honra do prêmio, SourceForge.net doou o valor de $1000 em nome do phpBB para o Marie Curie Cancer Care.  
O primeiro beta do phpBB foi lançado em junho de 2006  e o primeiro RC foi lançado em maio de 2007. O código base do phpBB recebeu uma auditoria de segurança externa em setembro, a qual foi realizada por SektionEins. Finalmente, o phpBB 3.0.0 "Olympus" (também chamado de lançamento Gold) foi publicado em 13 de dezembro de 2007.  
As equipes do phpBB realizaram sua primeira conferência de usuários em Londres em 20 de julho de 2008, que foi chamada de Londonvasion 2008. Nela se apresentaram membros da equipe do phpBB com vários assuntos importantes para a comunidade phpBB, autores de MODificações e desenvolvedores. Londonvasion proporcionou a oportunidade única para socialização entre os membros das equipes do phpBB. O evento também representou a primeira vez em que a maioria dos membros das equipes tiveram a chance de se conhecer pessoalmente.
O suporte ao phpBB2 foi oficialmente encerrado em 1 de janeiro de 2009. Durante este tempo, alguns outros projetos foram lançados em fase beta e versões preliminares. O primeiro beta do AutoMOD, um instalador automático de MODificações phpBB, foi lançado pelo MOD Team em 22 de Dezembro de 2008. A primeira versão preliminar do Unified MOD Install Library (UMIL), um framework que permite aos autores de MODs criar scripts simples de instalação no banco de dados, foi lançado pelo MOD Team em 12 de Janeiro de 2009. A primeira versão preliminar do Support Toolkit, um pacote de ferramentas para diagnosticar e corrigir problemas comuns relacionados a suporte com phpBB, foi lançado pelo Support Team em 24 de Junho de 2009.
Em 10 de junho de 2009, a equipe de desenvolvimento do phpBB deixou de manter os planos de desenvolvimento futuros e publicamente anunciou uma série de novos recursos que viriam no phpBB 3.0.6. Após quatro versões RC, o phpBB 3.0.6 foi lançado em Novembro de 2009. As características mais notáveis foram um editor de resposta rápida (recurso que historicamente as equipes se opunham firmemente), suporte para plugins ACM (cache), suporte a ATOM feed e sistema de plugin baseado em CAPTCHA, incluindo suporte ao reCAPTCHA entre outros.
Em 29 de julho de 2009, a equipe de desenvolvimento anunciou "mudanças significativas" para o processo de desenvolvimento e ciclo de lançamento do phpBB. A principal delas foi a decisão de abandonar o esquema de versões antigas do kernel do linux, significado que se parte do número de versão era par ou ímpar já não foi significativa. Como tal, Ascraeus (o sucessor do Olympus 3.0.0) tornou-se 3.1.0 phpBB. (O esquema de versões originais da versão 3.1.x ditou que seria uma versão de desenvolvimento, significado que Ascraeus teria sido lançado como 3.2.0). Lançamento de recursos subseqüentes do phpBB3 será versionado como 3.2.0, 3.3.0, etc. O phpBB 4 representará uma versão totalmente redesenhada do phpBB. A estratégia também empenhada pelas equipes para continuar suportando uma versão "estável" pelo menos 6-9 meses após uma nova versão com novo "recurso" fosse lançada. No entanto, uma exceção foi feita para 3.0.6 que já estava em desenvolvimento. Apesar de conter novos significativos recursos suficientes que poderiam ter sido considerado uma versão 3.1.0, manteve-se uma parte da versão 3.0.x, o que também significava que as equipes não têm, simultaneamente, que continuar a suportar 3.0.5 depois de lançamentos do 3.0.6. Em janeiro de 2010, Meik Sievertsen deixou o cargo de líder da equipe de desenvolvimento, assumindo a função de "Server Manager". Nils Adermann foi então promovido a liderar os desenvolvedores. 

## O Futuro do Desenvolvimento
Em 10 de junho de 2009, o phpBB Development Team revelou que a versão phpBB3 3.0.6, incluiria um número significativo de novos recursos. Isto é incomum para um lançamento menor que normalmente é limitado a correções de bugs e segurança. Novos recursos que incluem suporte para novos plugins CAPTCHA, ATOM feeds, suporte para novos plugins de cache (XCache, Alternative PHP Cache, eAccelerator, Memcache, e um  plugin"nulo" de não-cache) e resposta rápida, entre outras adições de recursos secundários. phpBB 3.0.6 teve quatro versões RC e sua versão final saiu em 17 de novembro de 2009.
A equipe de desenvolvimento começou a trabalhar no phpBB 3.1, anteriormente chamado phpBB 3.2. (Antes de 29 de julho de 2009, phpBB seguia o esquema original de versões do Linux kernel). Os desenvolvedores inspecionaram sua lista de recursos planejados em Londonvasion e os novos recuros incluem uma reformulação completa do Painel de Controle do Moderador(MCP) e recursos de moderação, a implementação de AJAX que é aplicável e útil, um sistema de BBCode totalmente reescrito, suporte a RSS feed, aprimoramentos para campos de perfil personalizados, melhorias para mensagens privadas, um novo sistema de autenticação com suporte a OpenID e muitas outras pequenas mudanças e características. A equipe do phpBB mantém um website para o desenvolvimento do phpBB chamado Area51. De acordo com a tradução do codinome cada novo lançamento do phpBB3 leva o nome de um monte de Marte, o phpBB 3.1 terá o codinome "Ascraeus" (Ascraeus Mons é a segunda montanha mais alta em Marte), sendo a primeira mais alta Olympus Mons (que foi nomeado o phpBB 3.0.0).
Além do desenvolvimento do phpBB 3.1, as outras equipes do phpBB também estão em processo de desenvolvimento de numerosos outros recursos para o uso da comunidade. O desenvolvimento desses recursos seguia-se no phpBB Code Forge, que continha os repositórios Subversion para essas ferramentas e o trunk do desenvolvimento principal do phpBB. Em março de 2010, o controle de versão do código fonte do phpBB mudou do Subversion para Git. 

### phpBB 3.1 Ascraeus
Em 15 de outubro de 2013, a equipe de desenvolvimento anunciou a disponibilização da versão alpha 1 do phpBB 3.1. Esta versão prévia já conta com vários novos recursos e melhorias que não há na linha 3.0.X(Olympus). Alguns dias após o lançamento foram postados novos recursos estarão presentes nas próximas versões alphas. Recursos como Web Design Responsivo para o estilo principal e dentro do painel de administração.

## MODs
MOD (do inglês modification) é uma modificação criada que adiciona novos recursos ou altera o aspecto do fórum. A abreviação, geralmente, se escreve em maíusculas para diferenciar do conceito de moderador. Essas modificações não são elaboradas pela equipe de desenvolvimento do phpBB, e podem não ser compatível com uma versão padrão, que podem não desfrutar de suporte ao nível de uma versão padrão.
O phpBB MOD Team tem o papel de verificar que uma MOD seja adequada e cumpra com o padrão mínimo para seu funcionamento. Após ser aceita, uma MOD é adicionada no Banco de Dados de Modificações.
Existem outros sites que possuem modificações para phpBB2 e phpBB3, os quais são baseados em seus próprios padrões, que não são abrangidos pelo suporte do phpBB. A documentação de MODificação(MOD Documentation)  é fornecida pelo MOD Team.

### MODX
MODX é um formato de documento escrito em XML pelo MOD Team(equipe de MODificações do phpBB) que é utilizado para descrever as etapas necessárias para modificar o código fonte de uma aplicação web com a finalidade de instalar uma modificação. Apesar de poder ser usado para qualquer aplicação web, na teoria foi desenvolvido e é usado principalmente para as MODs do phpBB. A equipe de MODs do phpBB exige que todos as MODs para phpBB3 enviadas ao seu banco de dados de modificações cumpram com as especificações da última versão do MODX, o que muitos outros sites que disponibilizam MODs não exijam que se cumpra isso. O propósito principal de utilizar um formato baseado em XML é permitir que as ferramentas de instalação automática(ver mais abaixo) podem ler e seguir as instruções de instalação da melhor maneira. No entanto, os arquivos XML só podem ser visualizados em um navegador usando um XSL incluso. A última versão do MODX é a 1.2.6. Toda a informação sobre o MODX pode ser encontrada em [MODX Resource Centre] (em inglês).

### AutoMOD
O AutoMOD é uma ferramente desenvolvida pelo phpBB MOD Team que analisa e automaticamente instala MODificações em phpBB3 distribuídas no formato MODX. Os usuários simplesmente tem que enviar o conteúdo da MOD para o diretório de instalação do phpBB e executar o AutoMOD, este irá analisar as intruções da MOD e fazer as alterações necessárias nos arquivos. É possível ainda, dependendo das configurações do servidor, enviar os arquivos alterados diretamente por FTP ou fazer upload do arquivo compactado para devida instalação posteriormentee. AutoMOD é também usado pelos membros do MOD Team durante a validação para verificação de arquivos MODX válidos e que a MOD pode ser instalada com sucesso numa instalação limpa do phpBB. A última versão do AutoMOD é 1.0.2, lançado em 02 de dezembro de 2012. O AutoMOD pode ser baixada da página de informação do AutoMOD e suporte pode ser obtido em AutoMOD Support Forum. AutoMOD é o sucessor do EasyMOD, uma ferramente para phpBB2 que também foi desenvolvida pelo phpBB MOD Team e desempenhava essencialmente a mesma função do AutoMOD.

### Unified MOD Installation Library (UMIL)
Unified MOD Installation library é uma biblioteca criado para simplificar a instalação e desinstalação na parte do banco de dados da MODificação. Foi projetada para ser útil ao configurar o fórum para uma nova MOD, realizando ações no banco de dados, tais como adição ou remoção tabelas e colunas, permissões, configurações e remover o cache do fórum. Sua mais recente versão é a 1.0.5 e é lançada sob a licença GPL. Pode ser obtido através da página de informação do UMIL. Para criar um arquivo UMIL automático, um autor de MOD pode usa a ferramenta File Creation tool.

## Estilos
Os estilos são o que dão aparência ao phpBB, formatação ao layout. São formados especificamente por três componentes: grupo de images, templates e temas. O estilo dá um toque característico para cada fórum, que podem estar relacionados ao tema da comunidade. A instalação  é semelhante ao de pacotes de idiomas, e podem ser editados a partir do painel de administração.

## Idiomas
A comunidade phpBB conta com um número maciço de indivíduos que contribuem fortemente para o projeto global. Tanto é que phpBB conta atualmente com mais de 40 traduções para o sistema. Alguns idiomas disponíveis: inglês, espanhol, português, francês, japonês, italiano, entre outras. As traduções podem ser facilmente obtidas na Seção de pacotes de idiomas no site oficial.
Em português existem duas variações: o Português Europeu, falando em Portugal e alguns países africanos; e o Português Brasileiro, falado exclusivamente no Brasil.

## Reconhecimento
O projeto phpBB recebeu o prêmio Melhor Projeto de Comunicação da comunidade Sourceforge. Dentro os concorrentes da categoria no mesmo ano estão: FileZilla, Miranda IM, Yabb, entre outros.